# ویون ۱۰۱۴۰
سیارک ۱۰۱۴۰ (به انگلیسی: 10140 Villon، نامگذاری:1993SX4) ده هزار و صد و چهلمین سیارک کشف شده‌است که در ۱۹ سپتامبر ۱۹۹۳ کشف شد.
قدر مطلق سیارک برابر ۱۳٫۹۰ است.